# 二子站
二子站（日语：／ Futago eki */?）是位於愛知縣一宮市萩原町萩原大日，名古屋鐵道（名鐵）的尾西線車站。車站編號為「BS10」。

## 歷史
- 1924年（大正13年）10月1日 - 車站啟用[2]。
- 1944年（昭和19年） - 車站暫停服務[3]。
- 1949年（昭和24年）10月15日 - 車站重開。重開時為無人車站[3]。
- 2007年（平成19年）8月8日 - 車站可以使用「Tranpass」[4]。
- 2011年（平成23年）2月11日 - 車站可以使用「manaca」IC卡。
- 2012年（平成24年）2月29日 - 車站不再可以使用「Tranpass」。

## 車站構造
車站是一座地面車站，設有1面1線的單式月台。月台全長85米，可容納4卡列車。在2007年12月6日起，車站設置了自動閘機、售票機和補票機。在同年12月14日起引入「Tranpass」。由於車站鄰近愛知縣立一宮西高校，因此早上和黃昏會有許多學生使用此站。
曾經鄰接車站的和菓子屋「和樂屋」內可購買車票（委託販賣）。

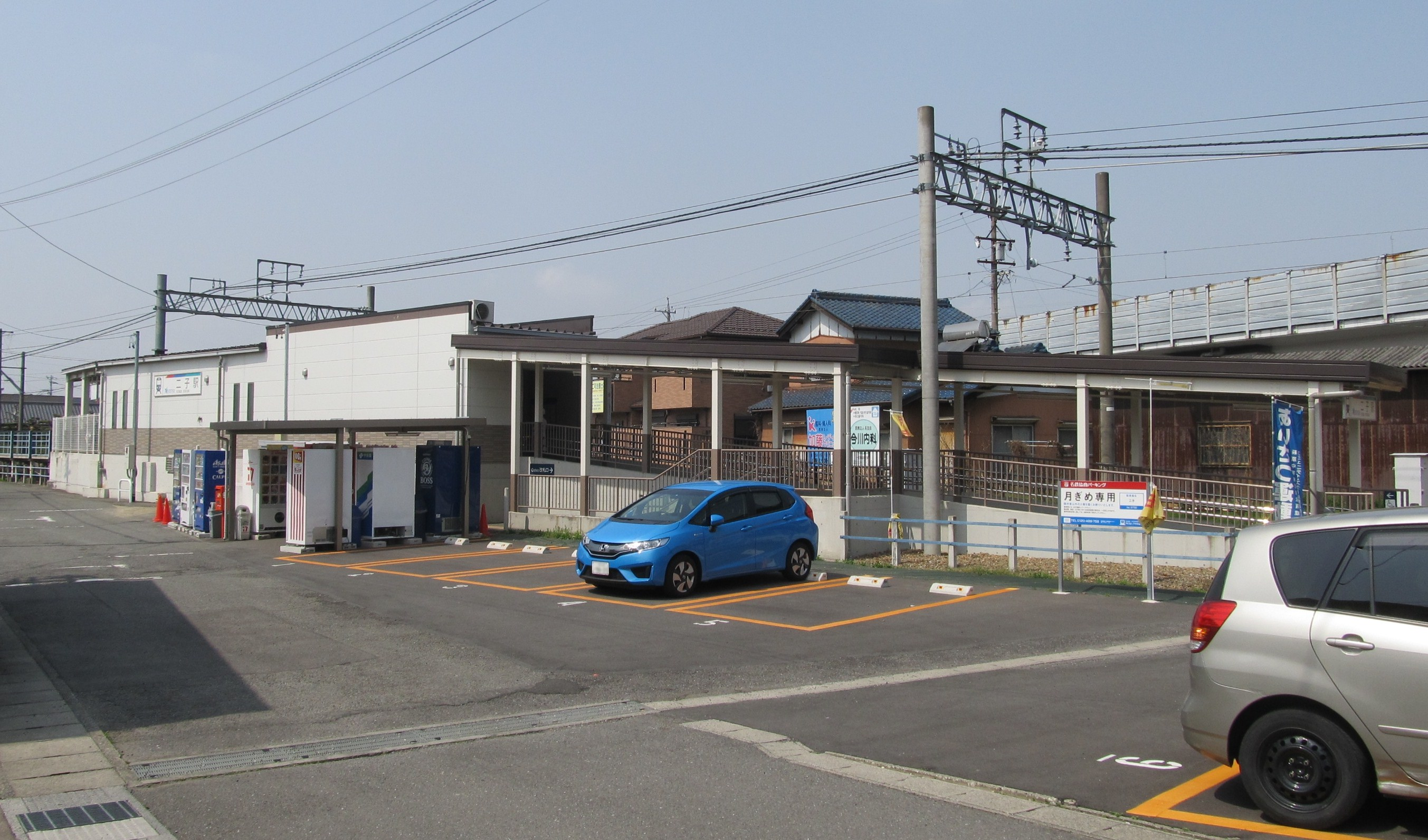
商店拆毀後變成停車場（2015年）

### 配線圖
| ← 一宮方向      | 二子站 站內配線略圖 | → 津島方向 |
| 图例 参考文献： |                     |            |

## 車站周邊
- 愛知縣立心血管疾病中心（日语：愛知県立循環器呼吸器病センター）（舊：縣立尾張醫院）
- 愛知縣立一宮西高等學校（日语：愛知県立一宮西高等学校）
- 愛知縣一宮市立萩原中學（日语：一宮市立萩原中学校）
- 名神高速道路
- 國道155號（日语：国道155号）
- i巴士（日语：iバス）迷你 二子站巴士站

※ 從前一宮市循環巴士 i巴士 尾西南路線停靠「二子站東」巴士站，後來於平成25年10月1日時間表修正後廢止。

## 利用狀況
- 在中提及在2013年度，當時1日平均上下車人次為2,637人，為名鐵所有車站（275站）排名第161，尾西線（22站）中排名第8[9]。
- 在中提及在1992年度，當時1日平均上下車人次為1,974人，為除岐阜市內線均一車費區間內各站（岐阜市內線、田神線、美濃町線徹明町站至琴塚站之間）外名鐵所有車站（342站）中排名第174，尾西線（23站）中排名第9[10]。
- 在《愛知統計年鑑》中，於2010年度的1日平均乘車人次為1,220人。

## 相鄰車站
名古屋鐵道
 尾西線
萩原（BS09）－二子（BS10）－苅安賀（BS11）

## 註腳
1. ↑   (PDF). 名古屋鉄道.   [2020-11-27]. （原始内容 (PDF)存档于2021-01-22） （日语）. （页面存档备份，存于）
2. ↑  「地方鉄道駅設置並営業哩程変更」『官報』1924年10月16日（國立國會圖書館數碼化資料）
3. 1 2  寺田裕一. . Neko出版. 2013: 257. ISBN 978-4777013364 （日语）.
4. ↑  . 交通新聞 (交通新聞社). 2007-12-07: 1 （日语）.
5. ↑  一宮市議會定例會，1999年9月9日
6. ↑  清水武，神田年浩（解説），1999年3月，《尾西線の100年　保存版》，鄉土出版社  ISBN 4-87670-118-0  p.164.
7. ↑  清水武. . 洋泉社. 2016: 170. ISBN 978-4-8003-0800-9 （日语）.
8. ↑  電氣車研究會，《鐵道畫刊》通卷第816號 2009年3月 臨時增刊号 「特集 - 名古屋鉄道」，卷末折込「名古屋鉄道 配線略図」
9. ↑  名鐵120年史編纂委員會事務局（編）. . 名古屋鐵道. 2014: 160–162 （日语）.
10. ↑  名古屋鐵道廣報宣傳部（編）. . 名古屋鐵道. 1994: 651–653 （日语）.

## 外部連結
- 二子 - 名古屋鐵道